# Doggy Style Records
Doggy Style Records (ранее известный как Dogghouse Records) — американский лейбл звукозаписи, основанный рэпером Снупп Доггом в 1995 году. Он назван в честь дебютного альбома Снупа, Doggystyle.

## История
6 июля 1995 года «Doggy Style Records, Inc.» был зарегистрирован государственным секретарём Калифорнии в качестве номера бизнес-единицы C1923139. После того, как Snoop Dogg был оправдан по обвинениям в убийстве 20 февраля 1996 года, он, мать его сына и их питомник из 20 питбулей переехали в дом площадью 5 000 кв. футов (460 м²) на холмах Клермонт в Калифорнии, и в августе 1996 года «Doggystyle Records», дочерняя компания «Death Row Records», подписала группу Чарли Уилсона «The Gap Band» как одного из первых исполнителей лейбла.